# Friedrich Wagner (Geistlicher)
Friedrich Wagner (* 9. Januar 1867 in Dorpat, Russisches Kaiserreich; † 24. Oktober 1943) war ein deutscher katholischer Theologe.

## Leben
Friedrich Wagner wurde in Dorpat im russländischen Gouvernement Livland geboren, wo sein Vater Adolph Wagner damals Professor an der Kaiserlichen Universität Dorpat war. Er besuchte das Gymnasium in Charlottenburg und studierte ab 1888 an der philosophischen Fakultät in Bonn, Berlin, Münster und Wien. Er promovierte 1894 in Kunstgeschichte. Er wurde am Kgl. Museum zu Berlin angestellt. Er trat 1900 zur katholischen Kirche über und studierte in Freiburg im Breisgau 6 Semester Theologie. Er wurde 1904 in Breslau zum Priester geweiht. Er war Kaplan in Breslau und 1906 Dombenefiziat. Er promovierte 1910 bei Franz Seraph Renz und habilitierte sich ein Jahr später. 1916 wurde er als Nachfolger von Renz ordentlicher Professor. 1932 wurde er emeritiert.

## Schriften (Auswahl)
- Freiheit und Gesetzmäßigkeit in den menschlichen Willensakten. Eine philosophische Abhandlung. Tübingen 1898.
- Die sittlichen Grundkräfte. Ein Beitrag zur Ethik. Tübingen 1899, OCLC 254989313.
- Das natürliche Sittengesetz nach der Lehre des hl. Thomas von Aquino. Breslau 1910.
- Kunst und Moral. Münster 1917, OCLC 238786379.